# Бунешти (Котмеана)
Бунешти (рум. Bunești) насеље је у Румунији у округу Арђеш у општини Котмеана. Oпштина се налази на надморској висини од 561 m.

## Становништво
Према подацима из 2002. године у насељу је живело 87 становника, од којих су сви румунске националности.